# Stenophylax sinensis
Stenophylax sinensis är en nattsländeart som först beskrevs av Banks 1940.  Stenophylax sinensis ingår i släktet Stenophylax och familjen husmasknattsländor. Inga underarter finns listade i Catalogue of Life.